# Talis arenella
Talis arenella là một loài bướm đêm trong họ Crambidae.